# Веселівська сільська рада (Кропивницький район)
| Веселівська сільська рада — колишній орган місцевого самоврядування у Кропивницькому районі Кіровоградської області з адміністративним центром у с. Веселівка. Сільській раді були підпорядковані населені пункти: - с. Веселівка - с. Зелений Гай |

## Склад ради
Рада складалася з 14 депутатів та голови.

### Керівний склад ради
| ПІБ                           | Основні відомості                                                               | Дата обрання | Дата звільнення |
| ----------------------------- | ------------------------------------------------------------------------------- | ------------ | --------------- |
| Безверхній Михайло Степанович | Сільський голова, 1959 року народження, освіта, безпартійний                    | 26.03.2006   | 31.10.2010      |
| Безверхній Михайло Степанович | Сільський голова, 1959 року народження, освіта середня спеціальна, безпартійний | 31.10.2010   |                 |

Примітка: таблиця складена за даними джерела

## Населення
Згідно з переписом УРСР 1989 року чисельність наявного населення села становила 914 осіб, з яких 438 чоловіків та 476 жінок.
За переписом населення України 2001 року в селі мешкало 900 осіб.

### Мова
Розподіл населення за рідною мовою за даними перепису 2001 року:
| Мова       | Відсоток |
| ---------- | -------- |
| українська | 94,39 %  |
| російська  | 4,81 %   |
| молдовська | 0,23 %   |
| білоруська | 0,11 %   |
| болгарська | 0,11 %   |
| вірменська | 0,11 %   |
| інші       | 0,24 %   |